# Jesús Morante i Borràs
Jesús Morante i Borràs (Quart de Poblet, 1899 - València, 1971) va ser un periodista i escriptor valencià.
Va destacar especialment en el camp del sainet i la comèdia valenciana, tot escrivint obres com El tío Estraperlo, Cristo del poble! o Bandera de pau que van ser representades en nombroses ocasions. També va publicar un recull de versos, Rapsòdia lírica, el 1961. Pels seus textos va rebre premis en els Jocs Florals i el títol de Mestre en Gai Saber.
Pel que fa al vessant periodístic, camp en el qual Morante era llicenciat, va dirigir les publicacions Nostre Teatro i Lletres Valencianes.

## Obres
- ¡Goriet és un home!
- Açò, açò, és pa les rates!
- Ai, Tomasa! . . .
- L'alcalde de Favara
- Amparo la clavariesa
- Animetes santes
- Bandera de Pau!
- La cançó de la vida
- Cristo del poble
- La ditxa suprema
- El drap sofrit
- En la festa de les falles
- Escenes de la vida i de l'amor
- Ésta és la reina fallera
- L'estudianta segle xx,
- La falla del barri
- L'home, la dona i els fills
- Jo ho sé tot!
- Lleve's eixos pantalons!
- La Lola
- Marineta!
- El màrtir del poble
- El mestre d'escola
- La muntanya d'or
- Nicasia, Nicasia!
- Pagar el pato
- Palometa de l'horta
- Per mentir una passió
- La primera nit
- Quan els fills d'Eva són uns... "Adams"
- Què passa en València?
- Qui ha mogut este lio?
- La rebomba atòmica!
- Tio del telescopi, o els platillos volants.
- El Tio Estraperlo
- La veu de l'horta
- Violetes d'amor